# 2124 Nissen
2124 Nissen este un asteroid din centura principală, descoperit pe 20 iunie 1974.